# Aversovalva aurea
Aversovalva aurea är en kräftdjursart som beskrevs av N. de B. Hornibrook 1952. Aversovalva aurea ingår i släktet Aversovalva och familjen Cytheruridae. Inga underarter finns listade.